# Гусєв Ігор Іванович
Гусєв Ігор Іванович (22 жовтня 1946 — 5 серпня 2014) — піаніст, композитор-імпровізатор, педагог, заслужений працівник культури України (1991).
Народився у м. Пружани Брестська область, Білорусь. Закінчив Київську консерваторію (1970; клас В. Топіліна). В 1970—1994 викладав фортепіано у Київському інституті культури, від 1994 викладав Національній музичній академії України ім. Чайковського фортепіанну імпровізацію (з 1993 — доцент). Водночас від 1974 — концертмейстер Київської філармонії, де виступав з читцем І. Шведовим та співаками. Брав участь у виступах естрадно-симф. оркестрів України та Держтелерадіо.
Автор композицій на теми популярних та українських народних пісень для фортепіано та естрадно-симфонічного оркестру. Фірма «Мелодія» випустила 2 платівки із записами Гусєва. Має фондові записи на Національному радіо і телебаченні (понад 20 власних і близько 200 творів українських та зарубіжних авторів). Знявся як піаніст у телефільмі «Як цвіт весняний…».